# Dimitrios Demu
Dimitrios Demu (Kumaria, Macedonia griega, 7 de octubre de 1920 - Venezuela, 3 de noviembre de 1997) fue un artista y escultor greco rumano nacionalizado venezolano. 

## Biografía
Demitrios Demu nació el 7 de octubre de 1920 en Macedonia, Grecia.
A los ocho años emigró con sus padres a Rumania, estableciéndose en Cavarna, a orillas del Mar Negro. En su juventud Dimitrios estudió derecho por petición de su madre, sin embargo, entre 1938 y 1944, asistió a la Academia de Bellas Artes de Bucarest, bajo la guiatura de Cornelio Medrea (Cornel Medrea en rumano). Entre 1945 y 1963 realizó varias muestras colectivas e individuales en Rumania; ganó una de las becas más prestigiosas del país; se le otorgó el primer premio en el concurso por el busto del poeta Alexander Pushkin, exhibido en el Museo de Leningrado (hoy Museo del Hermitage en San Peterburgo); y recibió el primer premio por el Monumento a Stalin (Statuia lui Stalin din Bucaresti), pieza erigida en Bucarest y luego demolida en el proceso de desestalinización (1958). Le fue conferido en 1951 el Premio del Estado Rumano en su Primera Clase (actualmente denominado Orden de la Estrella de Rumania) y fue enviado de intercambio cultural a la Unión Soviética por el Estado. Posteriormente realizó exposiciones en Rusia, Finlandia, Grecia y Polonia.
Hechos como la Segunda Guerra Mundial marcaron la vida de Demu. En aquella época, cuando el esplendor de la cultura europea vivió un receso y el arte debía responder a la ideología dominante, el realismo socialista ejerció una influencia sustantiva en la obra de Demu, no obstante, esta circunstancia lo llevó a constituir un imaginario donde ejercía la disidencia desde dentro. 

### En Venezuela

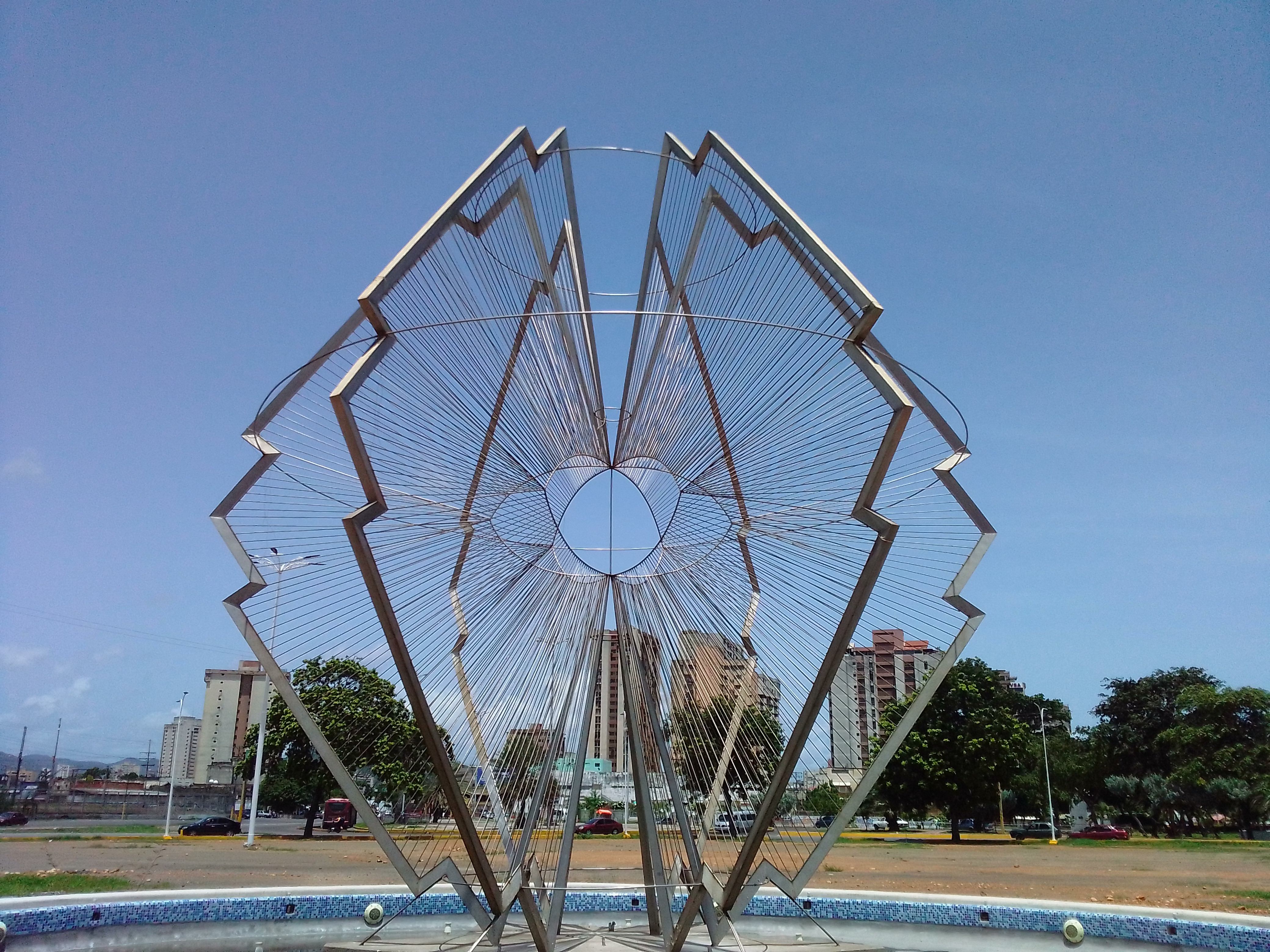
Obra La Mariposa de Dimitrios Demu en la ciudad de Puerto La Cruz

En 1964, gracias a la intervención del gobierno venezolano ante las autoridades rumanas y por solicitud de su hermano mayor, Dimitrios logró salir de Rumania. Primero hizo una parada en Kumaria, Grecia, lugar de su primera infancia y luego atravesó los océanos para residenciarse en Lechería (edo. Anzoátegui, Venezuela), iniciando allí una nueva etapa artística.
Durante sus años de vida en Venezuela, Demu exploró el acero inoxidable, material que estaba prohibido en Rumania para la escultura y realizó varias obras para empresas privadas y para la vía pública (Heptaedro del Cielo, Monumento a los Pájaros, Sol Tropical). Durante este período, la obra de Dimitrios estuvo cargada de dinamismo, sonido y una técnica bastante perfecta para tratarse de un material tan hostil como el acero. Paulatinamente su obra fue componiéndose de un carácter futurista donde el tema espacial y extraterrestre inspiró numerosas piezas.
En los años siguientes realizó muestras colectivas e individuales en varias ciudades de Venezuela, Francia, Japón y Estados Unidos. Se naturalizó venezolano en 1965. En 1977 publicó su primer libro en París, Le Sourire de Staline, también fue editado en italiano. La obra de Demu ha sido analizada en varios libros como Romanian Artist in the West (Les artistes roumains en Occident (enlace roto disponible en Internet Archive; véase el historial, la primera versión y la última). en francés), de Jianou, Carp, Covrig y Scantéyé. En 1987 publicó su segundo libro dedicado a los monumentos de varias ciudades del estado Anzoátegui, en coautoría con el periodista venezolano Evaristo Marín. Entre 1993 y 1997, junto con el arquitecto Fruto Vivas llevó a cabo la construcción del museo que lleva su nombre, como homenaje de él y sus dos hermanos a Venezuela, legando sus obras y la edificación para constituirse como patrimonio de la nación.
Hasta su muerte Dimitrios dirigió toda la obra, realizó diseños de partes internas y colocó la mayoría de las piezas en el lugar donde se encuentran actualmente. El Museo Dimitrios Demu abrió sus puertas al público en 1999.

## Galería

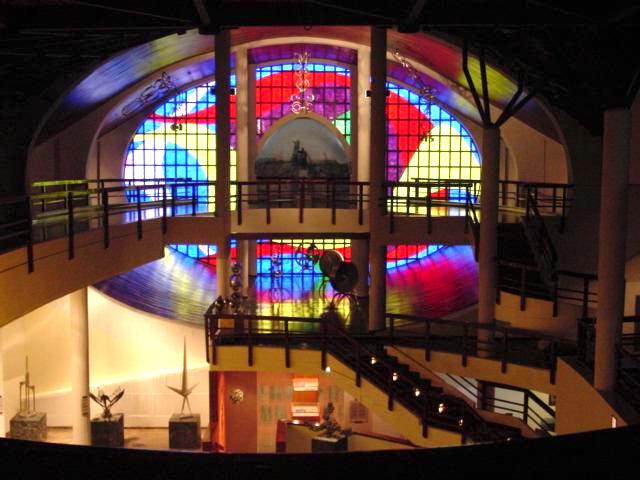
Vista Museo Dimitrios Demu
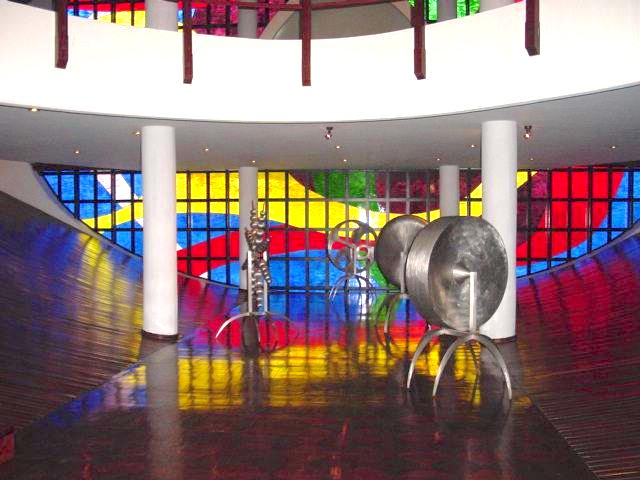
Vista Museo Dimitrios Demu
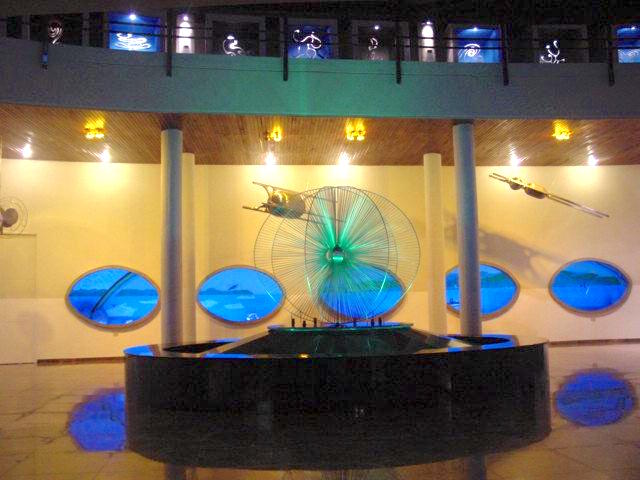
Vista Museo Dimitrios Demu
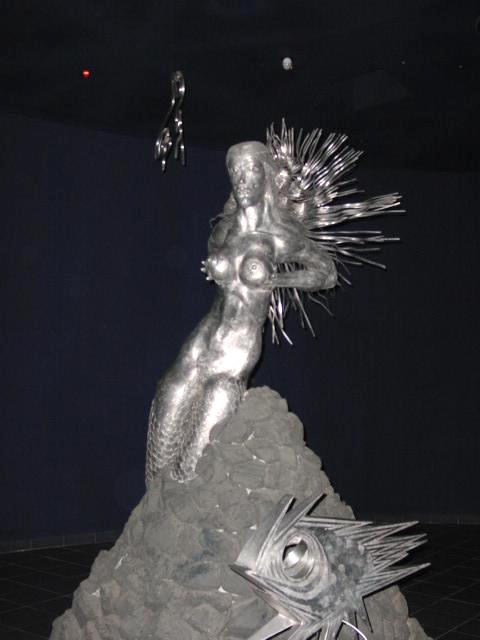
La Sirena, en Museo Dimitrios Demu
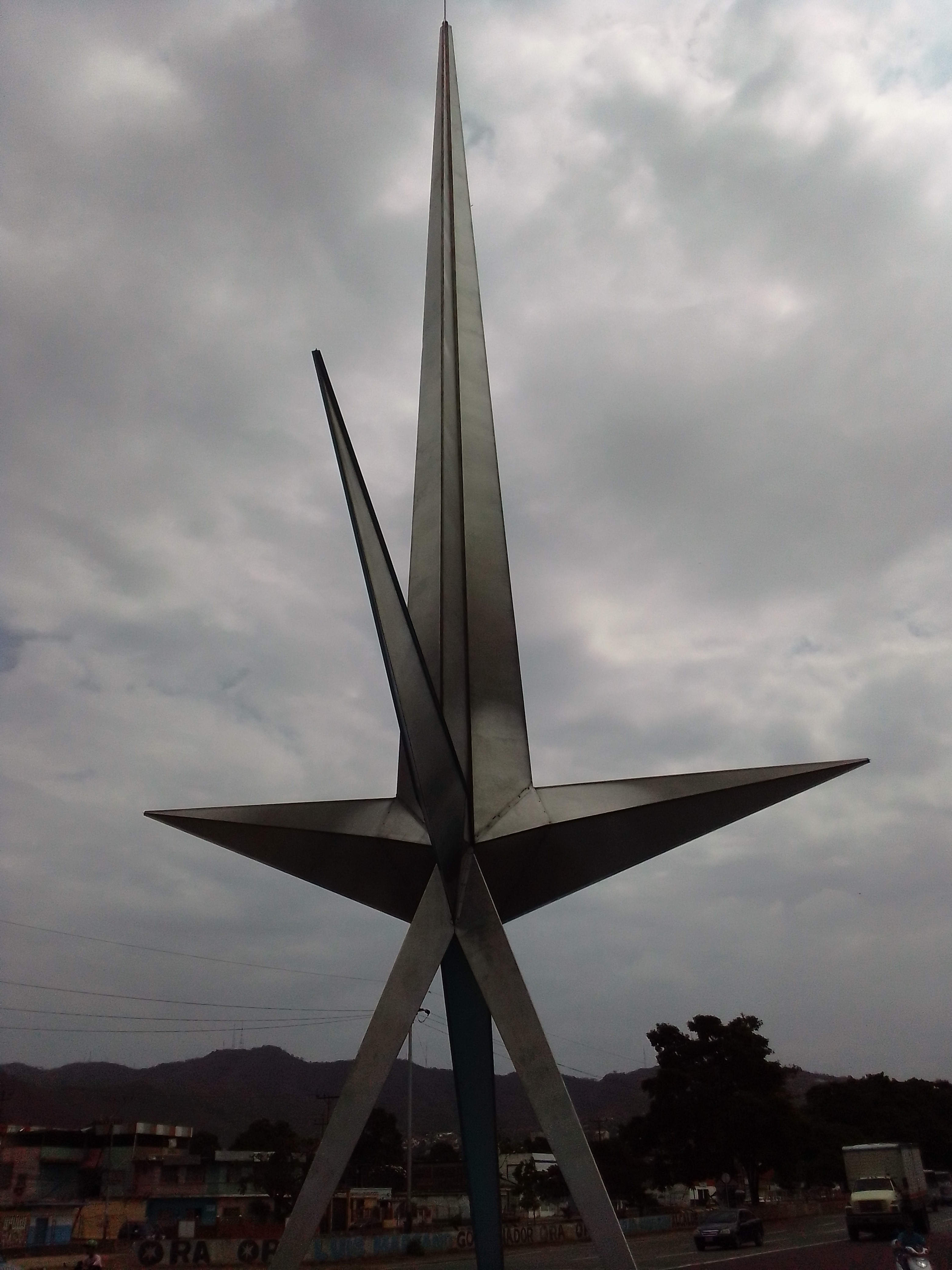
Escultura Heptaedro del cielo
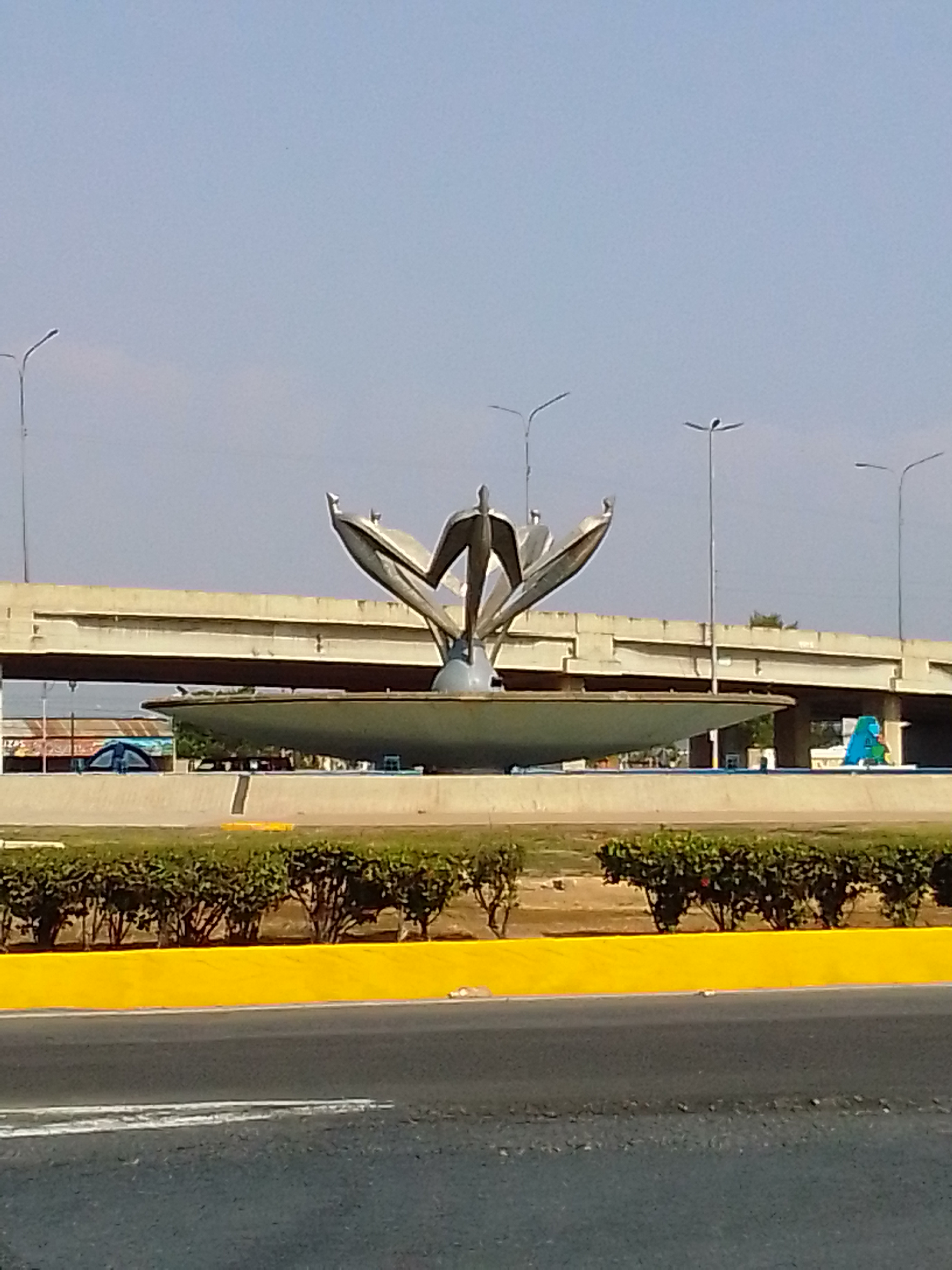
Fuente de Los Pájaros